# John Spence
John Spence (Anaheim, 3 febbraio 1969 – Anaheim, 21 dicembre 1987) è stato un cantante statunitense.

## Biografia
È stato il fondatore nonché primo leader e voce della rock band californiana No Doubt. Nel 1986 fonda la band assieme all'amico Eric Stefani. Il 21 dicembre 1987, a soli 18 anni, John Spence muore suicida sparandosi in un parcheggio di Anaheim. La motivazione sembra essere la pressione che sentiva su di sé nell'essere il frontman della band. L'album No Doubt, primo del gruppo, è dedicato a Spence.